# Robert Simpson Woodward
Robert Simpson Woodward   (Rochester, 21 de juliol de 1849 - Washington DC, 29 de juny de 1924) va ser un matemàtic i científic estatunidenc, que va presidir la Carnegie Institution for Science.

## Vida i Obra
Woodward era fill d'un granger i, malgrat la inicial oposició paterna, va convèncer la família per anar a la universitat, graduant-se en la universitat de Michigan el 1872. Després de graduar-se va ser contractat com enginyer assistent al US Lake Survey, on va fer feines de geògraf i cartògraf dels Grans Llacs. De 1882 a 1884 va ser astrònom assistent de la Comissió Nord-Americana del Trànsit de Venus.
El 1884 va ingressar en el Servei Geològic dels Estats Units com geògraf en cap i director de la Divisió de Matemàtiques. Durant els sis anys que hi va romandre, va publicar els seus escrits científics més importants, resolent problemes de física matemàtica. El 1890 va ser nomenat per una posició al US Coast and Geodetic Survey per la seva llarga experiència en tasques de triangulació.
El 1893 va ser nomenat professor de Mecànica i Física matemàtica de la Universitat de Colúmbia i, finalment, el 1904, va ser nomenat president de la Carnegie Institution for Science de Washington D.C., càrrec que va mantenir fins a la seva retirada el 1921.
Woodward va ser membre de nombroses associacions científiques, editor associat de les revistes Science i Annals of Mathematics i va rebre diversos doctorats honoris causa de universitats americanes.